# Acraea despecta
Acraea despecta är en fjärilsart som beskrevs av Le Doux 1922. Acraea despecta ingår i släktet Acraea och familjen praktfjärilar. Inga underarter finns listade i Catalogue of Life.